# Ifigenia en Táuride (Piccinni)
Ifigenia en Táuride (título original en francés, Iphigénie en Tauride), es una tragédie lyrique en cuatro actos, con música de Niccolò Piccinni y libreto en francés de Alphonse du Congé Dubreuil, basado en una obra teatral homónima de Claude Guimond de la Touche, aunque la última fuente fue la tragedia Se estrenó en la Académie royale de musique (la Ópera de París) el 23 de enero de 1781. 

## Historia
Ifigenia en Táuride marcó el clímax de la lucha entre los defensores de Piccinni y los de Gluck. Piccinni había sido llamado a París a mediados de los años 1770 como rival del compositor alemán, quien ya había triunfado allí con sus óperas.
Las discusiones sobre los méritos respectivos de sus héroes se encendieron entre los "gluckistas" y los "piccinnistas", aunque los compositores en sí mostraron menos entusiasmo por la lucha. Cuando Gluck supo que Piccinni estaba musicando el mismo libreto que Roland como él, abandonó el trabajo en su partitura. Por su parte, Piccinni era un gran admirador de la música de Gluck y era remiso a desafiarlo. A pesar de todo, en 1778 el director de la Ópera de París, De Vismes du Valgay, finalmente consiguió arreglar un desafío directo cuando convenció a los compositores de que escribieran una ópera sobre el mismo tema, pero no el mismo libreto: Ifigenia entre los tauros.
Piccinni aceptó con la condición de que su versión se representara en primer lugar. Al final resultó que los problemas con la calidad del libreto (y, posiblemente, maniobras políticas entre bastidores) dio lugar a que la ópera de Gluck fuese la primera en estrenarse en mayo de 1779. La Ifigenia en Táuride de Gluck fue inmediatamente aclamada como una obra maestra. El éxito de su rival hizo que Piccinni retrasara su propia ópera aún más y sólo año y medio después presentó su versión al público parisino. La reacción fue tibia, aunque una reposición en 1785 fue recibida más favorablemente.
Esta ópera rara vez se representa en la actualidad; en las estadísticas de Operabase no aparece entre las óperas representadas en el período 2005-2010.

## Personajes

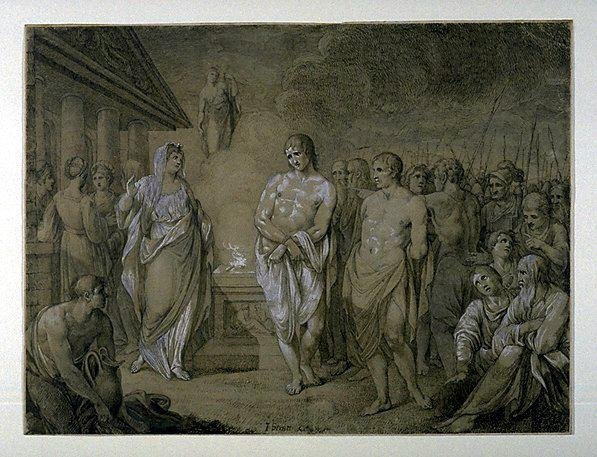
Orestes y Pílades ante Ifigenia, por Joseph Strutt.

| Personaje                                  | Tesitura     | Reparto del estreno, 23 de enero de 1781 (Director: Jean-Baptiste Rey) |
| ------------------------------------------ | ------------ | ---------------------------------------------------------------------- |
| Iphigénie (Ifigenia), sacerdotisa de Diana | soprano      | Marie-Joséphine Laguerre                                               |
| Oreste (Orestes)                           | barítono     | Henri Larrivée                                                         |
| Pylade (Pílades)                           | haute-contre | Joseph Legros                                                          |
| Thoas, rey de Escitia (Toante)             | barítono     | François Laÿs                                                          |
| Diane (Diana)                              | soprano      | Mlle Chateauvieux                                                      |
| Elise                                      | soprano      | Suzanne Joinville                                                      |
| Prêtre / Sacerdote                         | tenor        | Étienne Lainez                                                         |

## Argumento
La trama es muy parecida a la de la ópera de Gluck. La principal diferencia es que en la versión de Piccinni el rey Thoas está enamorado de Ifigenia, y en consecuencia es un personaje menos "bárbaro".

## Grabación
- Iphigénie en Tauride, solistas, coro y orquesta del Teatro Petruzzelli, Bari, dirigido por Donato Renzetti (Fonit Cetra, 1986) (una grabación de la primera reposición moderna)